# The Secret of Us
The Secret of Us è il secondo album in studio della cantautrice statunitense Gracie Abrams, pubblicato il 21 giugno 2024.
Il 18 ottobre 2024 è uscita la versione deluxe, con 4 tracce aggiuntive e 3 versioni dal vivo.

## Accoglienza
| Recensione          | Giudizio |
| ------------------- | -------- |
| AllMusic            |          |
| Clash               | 7/10     |
| NME                 |          |
| PopMatters          | 9/10     |
| Rolling Stone       |          |
| Slant Magazine      |          |
| The Daily Telegraph |          |

The Secret of Us ha ottenuto recensioni generalmente positive da parte della critica specializzata. Su Metacritic, sito che assegna un punteggio normalizzato su 100 in base a critiche selezionate,  l'album ha ottenuto un punteggio medio di 80 basato su sette recensioni.

## Tracce
Testi e musiche di Gracie Abrams e Aaron Dessner eccetto dove indicato.
1. Felt Good About You – 2:44
2. Risk – 3:11 (Gracie Abrams, Audrey Hobert, Aaron Dessner)
3. Blowing Smoke – 3:52 (Gracie Abrams, Audrey Hobert, Aaron Dessner)
4. I Love You, I'm Sorry – 2:37 (Gracie Abrams, Audrey Hobert, Aaron Dessner)
5. us. (feat. Taylor Swift) – 4:02 (Gracie Abrams, Taylor Swift, Aaron Dessner, Jack Antonoff)
6. Let It Happen – 4:20 (Gracie Abrams, Audrey Hobert, Aaron Dessner)
7. Tough Love – 2:49
8. I Knew It, I Know You – 4:12 (Gracie Abrams, Audrey Hobert, Aaron Dessner)
9. Gave You I Gave You I – 4:29
10. Normal Thing – 4:02 (Gracie Abrams, Audrey Hobert, Aaron Dessner)
11. Good Luck Charlie – 3:56
12. Free Now – 3:34
13. Close To You – 3:45 (Gracie Abrams, Sam de Jong)

### Edizione deluxe
Tracce bonus
1. Cool – 3:49
2. That's So True – 2:46 (Gracie Abrams, Aaron Dessner, Audrey Hobert, Julian Bunetta)
3. I Told You Things – 3:41
4. Packing It Up – 2:44

Tracce esclusive della versione digitale del vinile dell'anniversario
1. I Love You, I'm Sorry (live from Vevo) – 3:24
2. I Knew It, I Know You (live from Vevo) – 4:16
3. Free Now (live from Vevo) – 4:00

Traccia esclusiva dell'edizione CD giapponese
1. That's So True (live from Radio City Music Hall) – 3:14

## Classifiche

### Classifiche settimanali
| Classifica (2024-25) | Posizione massima |
| -------------------- | ----------------- |
| Australia            | 1                 |
| Austria              | 4                 |
| Belgio (Fiandre)     | 2                 |
| Belgio (Vallonia)    | 11                |
| Canada               | 4                 |
| Croazia              | 6                 |
| Danimarca            | 5                 |
| Finlandia            | 16                |
| Francia              | 18                |
| Germania             | 4                 |
| Irlanda              | 3                 |
| Italia               | 61                |
| Lituania             | 30                |
| Norvegia             | 3                 |
| Nuova Zelanda        | 2                 |
| Paesi Bassi          | 1                 |
| Portogallo           | 5                 |
| Regno Unito          | 1                 |
| Spagna               | 5                 |
| Stati Uniti          | 2                 |
| Svezia               | 8                 |
| Svizzera             | 5                 |

### Classifiche di fine anno
| Classifica (2024) | Posizione |
| ----------------- | --------- |
| Portogallo        | 30        |
| Ungheria          | 90        |